# Real Hope Football Academy
El Real Hope Football Academy, també conegut com a Real du Cap, és un club haitià de futbol de la ciutat de Cap-Haïtien.
Va ser fundat el 2014.

## Palmarès
- Campionat Nacional: [3]
  - 2017 Ob